# 河北地质大学
河北地质大学（Hebei GEO University）创办于1953年，是原地质部直属五大院校之一，是国土资源部、河北省人民政府共建大学，省属重点骨干大学，中国科学院院士李廷栋任学校名誉校长。由李四光、何长工选址，中央人民政府地质部宣化地质学校。
1971年开始作为中国地质矿产部部署院校招收本科生，并更名为河北地质学院。1996年更名为石家庄经济学院，2000年起从由国土资源部管理转变为中央与地方共建。2016年更名河北地质大学。
学校现有专任教师915人，其中48%具有高级专业技术职务，90%具有博士、硕士学位。他们当中有李四光地质科学奖获得者、政府特殊津贴专家、省管优秀专家、省有突出贡献的中青年专家、省社会科学优秀青年专家、省青年拔尖人才、省级教学名师等75人。学校另聘请兼职教授、客座教授185人，其中院士10人。学校面向全国招生。

## 历史沿革
- 1953年宣化地质学校建立。次年管理体制由华北地质局领导改为由中央人民政府地质部直接领导，同年举办第一届新生开学典礼。
- 1955年学校法定名称从“中央人民政府地质部宣化地质学校”更名为“地质部宣化地质学校”。
- 1971年改名为河北地质学院。次年建立地质经济管理系，设立计划统计和财务会计两个专业面向全国招生。
- 1986年校训定为“勤奋、求实、团结、创新”。成立了专门的研究生管理机构，从事研究生培养工作。分别与中国地质大学、首都经贸大学、天津大学等大学联合招收、培养硕士研究生。
- 1996年更名为石家庄经济学院，2000年开始实行学分制。
- 2001年成立现代教育技术中心、现代管理研究所；地层古生物及前寒武纪地质学家杜汝霖教授荣获第七届李四光地质科学奖。
- 2003年获得硕士学位授予权资格，人口资源环境经济学、企业管理（包括工商管理方向、人力资源管理方向与市场营销方向）、矿产普查与勘探成为首批硕士点。同年的校庆五十周年，时任总理温家宝把他亲自采集的一套珍贵岩矿标本赠予学校，勉励师生继续发扬“艰苦奋斗、求实创新”的精神，为祖国的地矿事业做出新的贡献。原国务院副总理李岚清同志为学校题词“全面贯彻党的教育方针，认真实施教育改革，培养优秀的跨世纪人才，为我国经济和社会发展事业作贡献”。[3]
- 2006年12月，石家庄经济学院地球科学博物馆新馆竣工，是河北省内为数不多的自然科学博物馆之一，其前身为1954年成立的中央人民政府地质部宣化地质学校地质陈列馆。馆内收藏温家宝赠送的矿岩标本在内的等多种矿产资源标本。馆内有多种恐龙化石，其中被誉为镇馆之宝的“不寻常华北龙”是目前中国乃至亚洲晚白垩世发现的个体最大，时代最晚，保存最为完整的蜥脚类化石，属世界级珍宝。博物馆向校内师生免费开放。[4]
- 2011年09月10日，石家庄经济学院钱圆金融博物馆挂牌成立。[5]
- 2016年11月18日，河北地质大学召开新校区能源建设研讨会，对新校区建设项目的能源规划方案提供了宝贵的参考依据。[6]
- 2021年12月28日，新校区项目奠基仪式在石家庄市藁城区隆重举行，新校区建设正式开始。[7]
- 2023年11月13日，校党委书记和志强带队赴新校区的施工现场，对工程进度进行了实地考察。[8]

## 专业设置
河北地质大学现有19个教学单位、8个科研机构、5个一级硕士学位授权点、9个硕士学位授权点、2个专业硕士学位授权点、44个本科专业和30个高职专科专业，5个省级重点学科和省级重点发展学科，3个国家级高等学校特色专业建设点，6个河北省高等学校品牌特色专业，6个国家级、省级实验教学示范中心建设单位和省级重点实验室，3个河北省高等学校本科教育创新高地，18门省级精品课。
2012年的硕士研究生招生目录中的专业包括：人口资源与环境经济学；环境与资源保护法学；矿物学、岩石学、矿床学；地球化学；构造地质学；计算机应用技术；床产普查与勘查；地球探测与信息技术；地质工程；管理科学与工程；会计学；企业管理；旅游管理；技术经济及管理；工商管理。

## 著名校友
| 姓名   | 备注                                                                     |
| ------ | ------------------------------------------------------------------------ |
| 张 宏  | 荣获第十一届李四光地质科学奖                                             |
| 徐德明 | 国土资源部副部长、国家测绘局局长                                         |
| 王光远 | 中国中青年财务成本研究会副会长、福建省审计学会副会长、中国首批文科博士后 |
| 李院生 | 中国南极考察队队长                                                       |
| 胡军   | 暨南大学校长                                                             |
| 许再良 | 中国勘察设计协会授予“勘察大师”称号                                       |
| 吴玉才 | 宁夏回族自治区吴忠市市长                                                 |
| 段怡春 | 曾任石家庄经济学院副院长、中国地质图书馆馆长；09年派任国家土地督察专员。 |
| 侯增谦 | 中国地质科学院院长助理                                                   |
| 马国玺 | 保定地质工程勘查院总工程师                                               |